# Transports publics genevois

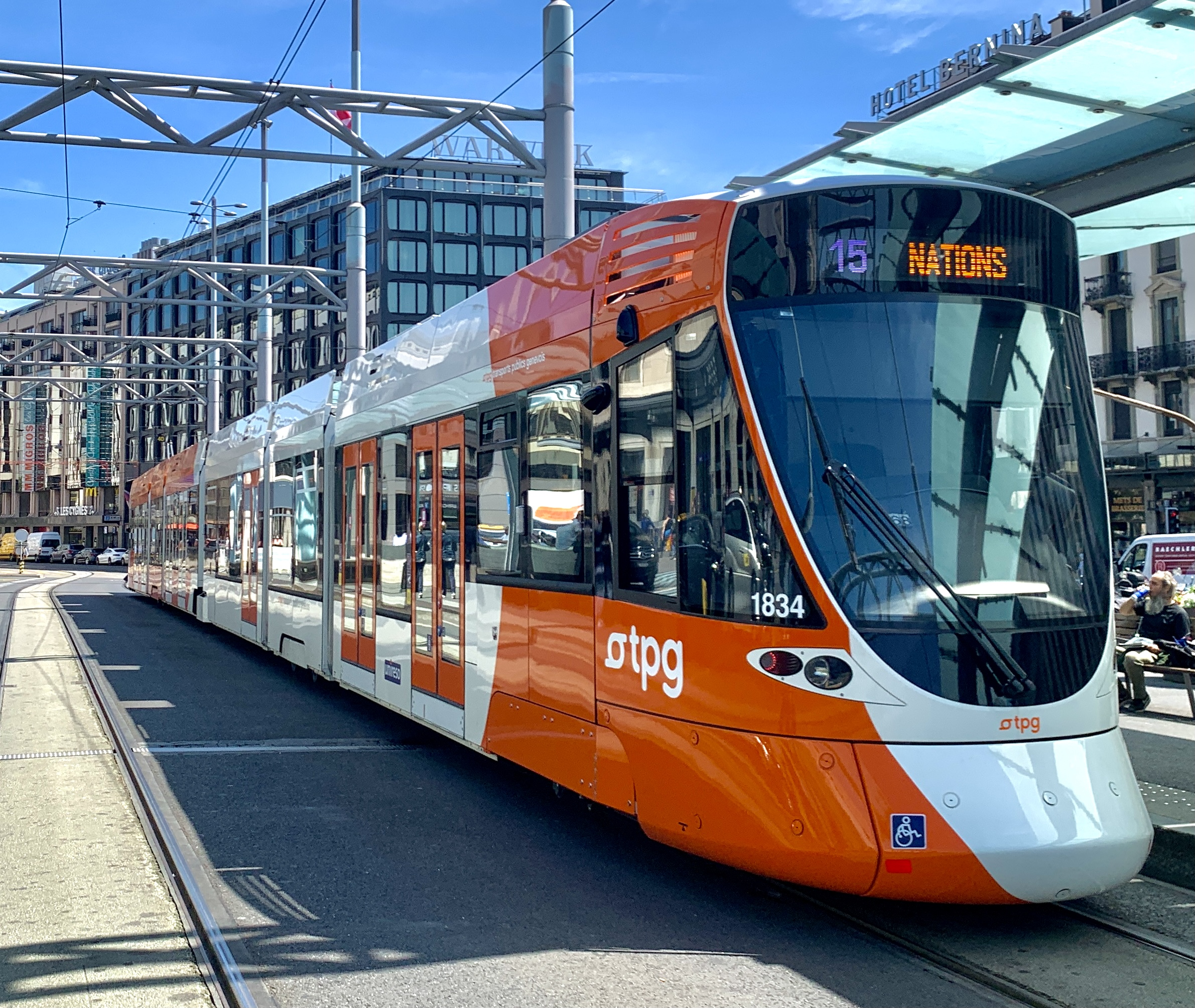
Tram snodato Stadler Tango della TPG n. 1834 sulla linea 15

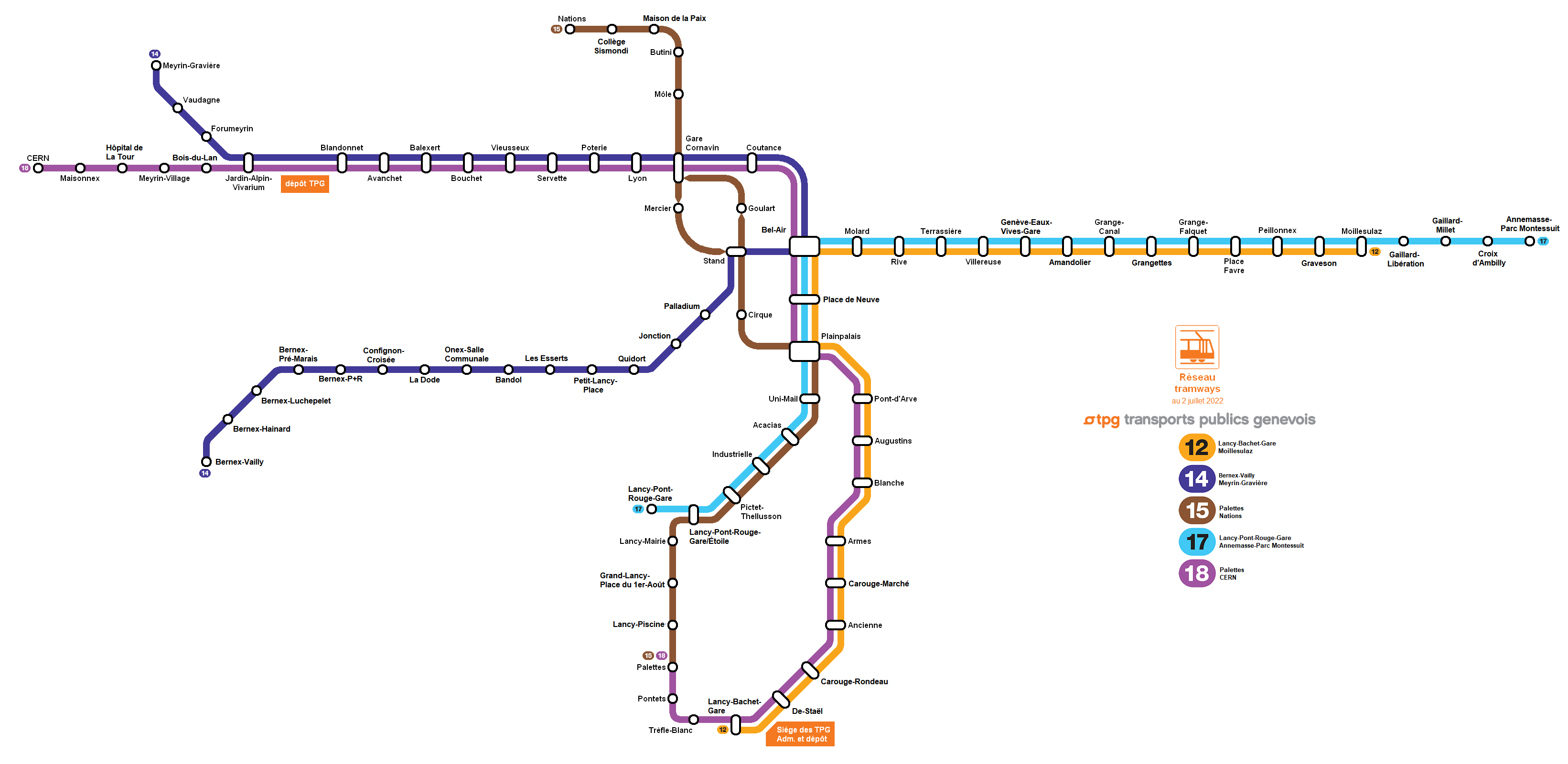

La Transports publics genevois, più nota con la sigla TPG, è l'azienda svizzera che svolge il servizio di trasporto pubblico autofilotranviario nella città di Ginevra e nel suo comprensorio, anche se alcune tratte regionali superano i confini elvetici.

## Esercizio
L'azienda gestisce 5 tranvie (linee 12, 14, 15, 17, 18), 6 filovie (linee 2, 3, 6, 7, 10, 19) e 65 autolinee diurne; il servizio notturno, invece, è costituito da 12 linee.

## Parco aziendale
Nel 2006 la flotta circolante era costituita da 117 tram snodati tra i quali i moderni Bombardier Cityrunner, 89 filobus ed 226 autobus ed autosnodati: i mezzi più nuovi hanno una livrea bianco-azzurra scura, quelli precedenti bianco-arancione, talora con settori azzurri.